# Чарльз Мінґус
Чарльз Мі́нґус (англ. Charles Mingus Jr., 22 квітня 1922 — 5 січня 1979) — американський джазовий контрабасист, композитор, бенд-лідер, піаніст і письменник. Головний прихильник колективної імпровізації, він вважається одним з найвидатніших джазових музикантів і композиторів в історії, його кар'єра охоплює три десятиліття і він співпрацював з іншими великими джазовими музикантами, такими як Дюк Еллінгтон, Чарлі Паркер, Макс Роуч та Ерік Долфі. Творчість Мінґуса варіювалася від просунутого бібопу та авангардного джазу з малими та середніми ансамблями до першопрохідців у стилі постбопу на таких знакових записах, як Pithecanthropus Erectus (1956) та Mingus Ah Um (1959), а також прогресивних експериментів біг-бенду, таких як The Black Saint and the Sinner Lady (1963).
Композиції Мінґуса продовжують грати сучасні музиканти — від репертуарних колективів Mingus Big Band, Mingus Dynasty та Mingus Orchestra до старшокласників, які потрапляють до чартів і беруть участь у конкурсі середньої школи імені Чарльза Мінґуса. 1993 року Бібліотека Конгресу США придбала колекцію документів Мінґуса, включаючи партитури, звукозаписи, кореспонденцію та фотографії, — те, що вони назвали «найважливішим придбанням колекції рукописів, пов'язаних із джазом, за всю історію Бібліотеки».

## Біографія

### Ранні роки та кар'єра
Чарльз Мінґус народився в Ногалесі, штат Аризона. Його батько, Чарльз Мінґус-старший, був сержантом армії США. Мінґус-молодший виріс в основному в районі Воттс у Лос-Анджелесі.
Етнічне походження Мінґуса було складним. У його родоводі були представники німецько-американського, афроамериканського та індіанського походження. Його дід по материнській лінії був китайським підданим Великої Британії з Гонконгу, а бабуся по материнській лінії — афроамериканкою з півдня Сполучених Штатів. Мінґус був пра-пра-правнуком патріарха-засновника своєї сім'ї, який, за більшістю свідчень, був німецьким іммігрантом. В автобіографії Мінґуса Beneath the Underdog його мати описується як «дочка англійця/китайця і південноамериканської жінки», а батько був сином «чорношкірого фермера і шведської жінки». Чарльз Мінґус-старший стверджував, що його мати та її чоловік виховували його як білу людину до чотирнадцяти років, коли його мати розповіла родині, що справжній батько дитини був чорношкірим рабом, після чого йому довелося втекти з сім'ї і жити самостійно. Автобіографія не підтверджує, чи вірив Чарльз Мінґус-старший або сам Мінґус у правдивість цієї історії, чи це була лише прикрашена версія родоводу сім'ї Мінґусів. Згідно з новішою інформацією, що використовується для інформування відвідувачів Млина Мінґуса в парку Грейт-Смокі-Маунтінс, яка міститься на табличках, відкритих 23 травня 2023 року, батьком Мінґуса-старшого був колишній раб Деніел Мінґус, що належав сім'ї його матері, білої жінки Кларінди Мінґус. Коли Кларинда вийшла заміж за білого чоловіка, Мінґус-старший залишився з білим дідом і прадідом. Його батько, який пізніше змінив своє прізвище на Вест, очевидно, не мав стосунків з Мінґусом-старшим.
Його мати дозволяла слухати вдома лише церковну музику, але Мінґус рано полюбив іншу музику, особливо Дюка Еллінгтона. Він вивчав тромбон, а згодом віолончель, хоча не зміг професійно займатися віолончеллю, оскільки в той час чорношкірому музиканту було майже неможливо зробити кар'єру в класичній музиці, а віолончель не сприймалася як джазовий інструмент. Незважаючи на це, Мінґус все ще був прив'язаний до віолончелі; коли він навчався грі на басі у Реда Каллендера наприкінці 1930-х років, Каллендер навіть зауважив, що віолончель все ще залишається основним інструментом Мінґуса. У книзі Beneath the Underdog Мінґус стверджує, що насправді не починав вчитися грати на басі, доки Бадді Коллетт не прийняв його до свого свінг-бенду з умовою, що він буде басистом.
Через погану освіту молодий Мінґус не міг читати ноти достатньо швидко, щоб приєднатися до місцевого молодіжного оркестру. Це серйозно вплинуло на його ранній музичний досвід і призвело до того, що він відчув себе вигнаним зі світу класичної музики. Цей ранній досвід, на додачу до протистояння расизму протягом усього життя, знайшов відображення в його музиці, яка часто зосереджувалася на темах расизму, дискримінації та (не)справедливості.
Багато з техніки гри на віолончелі, яку він вивчив, можна було застосувати до контрабаса, коли він взявся за інструмент у старших класах школи. П'ять років він навчався у Германа Рейншагена, головного басиста Нью-Йоркського філармонічного оркестру, а композиторській техніці — у Ллойда Різа. Протягом більшої частини своєї кар'єри він грав на басі, виготовленому у 1927 році німецьким майстром Ернстом Генріхом Ротом.
Починаючи з підліткового віку, Мінґус писав досить просунуті твори; багато з них схожі на Третю течію, оскільки включають елементи класичної музики. Деякі з них були записані в 1960 році з диригентом Ґюнтером Шуллером і випущені під назвою Pre-Bird, що відсилає до Чарлі «Птаха» Паркера; Мінґус був одним з багатьох музикантів, чиї погляди на музику були змінені Паркером на «до- і після-паркерської» епохи.
Мінґус здобув репутацію басиста-вундеркінда. Його першою великою професійною роботою була гра з колишнім кларнетистом Еллінгтона Барні Бігардом. У 1943 році він гастролював з Луї Армстронгом, а на початку 1945 року записувався в Лос-Анджелесі в групі під керівництвом Рассела Жаке, до якої також входили Тедді Едвардс, Моріс Джеймс Саймон, Вайлд Білл Девіс і Чіко Гамільтон, а в травні того ж року — в Голлівуді, знову з Едвардсом, в групі під керівництвом Говарда Макгі.
Наприкінці 1940-х він грав з групою Лайонела Гемптона; Гемптон виконав і записав кілька творів Мінґуса. Популярне тріо Мінґуса, Реда Норво і Таля Фарлоу в 1950 і 1951 роках отримало значне визнання, але раса Мінґуса викликала проблеми з деякими власниками клубів, і він покинув групу. Мінґус недовго був членом гурту Еллінгтона у 1953 році, замінивши басиста Венделла Маршалла; однак, відомий характер Мінгуса призвів до того, що він став одним з небагатьох музикантів, звільнених особисто Еллінгтоном (серед інших — Бабер Майлі та барабанщик Боббі Дарем) після бійки за лаштунками між Мінґусом та Хуаном Тізолом.
Також на початку 1950-х, ще до того, як досягти комерційного визнання як бенд-лідер, Мінґус грав концерти з Чарлі Паркером, чиї композиції та імпровізації дуже надихали і впливали на нього. Мінґус вважав Паркера найбільшим генієм і новатором в історії джазу, але у нього були любовно-ненависні стосунки зі спадщиною Паркера. Мінґус звинувачував міфологію Паркера в тому, що вона породила похідну культуру претендентів на трон Паркера. Він також був незадоволений, а іноді й огидний саморуйнівними звичками Паркера та романтизованою принадою наркоманії, яку вони пропонували іншим джазовим музикантам. У відповідь на багатьох саксофоністів, які наслідували Паркера, Мінґус назвав пісню «If Charlie Parker Were a Gunslinger, There'd Be a Whole Lot of Dead Copycats» («Якби Чарлі Паркер був стрільцем, було б багато мертвих наслідувачів») (випущена на Mingus Dynasty під назвою «Gunslinging Bird»).
Мінґус був одружений чотири рази. Його дружинами були Жанна Ґросс, Люсіль (Селія) Джерманіс, Джуді Старкі та Сьюзен Ґрем Унгаро.

### Життя в Нью-Йорку
У 1952 році Мінґус разом із Максом Роучем заснував лейбл Debut Records, щоб мати змогу вести свою звукозаписну кар'єру так, як він вважав за потрібне. Назва компанії виникла з його бажання документувати незаписаних молодих музикантів. Незважаючи на це, найвідомішим записом, який випустила компанія, був запис найвідоміших діячів бібопу. 15 травня 1953 року Мінґус приєднався до Діззі Гіллеспі, Паркера, Бада Пауелла та Роуча на концерті в Мессі-холі в Торонто, який став останнім записаним документом спільної гри Гіллеспі та Паркера. Після концерту Мінґус вирішив накласти свою ледь чутну басову партію в Нью-Йорку; оригінальна версія була видана пізніше. Два 10-дюймові альбоми з концерту в Мессі-холі (на одному з них грало тріо Пауелла, Мінґуса та Роуча) були одними з перших релізів Debut Records. Мінґус, можливо, заперечував проти того, як великі звукозаписні компанії ставилися до музикантів, але Гіллеспі якось прокоментував, що не отримував жодних гонорарів «протягом багатьох років» за свій виступ у Мессі-холі. Ці записи, однак, часто вважаються одними з найкращих живих джазових записів.
Одна з історій свідчить, що Мінґус потрапив у сумнозвісний інцидент під час виступу в клубі 1955 року, який було оголошено як «возз'єднання» з Паркером, Пауеллом і Роучем. Пауеллу, який страждав на алкоголізм і психічні розлади (можливо, загострені жорстоким побиттям у поліції та лікуванням електрошоком), довелося допомагати зійти зі сцени, оскільки він не міг ні грати, ні зв'язно говорити. Коли недієздатність Пауелла стала очевидною, Паркер стояв на одному місці біля мікрофону, скандуючи «Бад Пауелл… Бад Пауелл…», ніби благаючи Пауелла повернутися. Як стверджується, Паркер продовжував це заклинання ще кілька хвилин після відходу Пауелла, до власної розваги і роздратування Мінґуса. Мінґус взяв інший мікрофон і оголосив натовпу: «Пані та панове, будь ласка, не асоціюйте мене з усім цим. Це не джаз. Це хворі люди». Це був останній публічний виступ Паркера; приблизно через тиждень він помер після багатьох років зловживання наркотичними речовинами.
Мінґус часто працював з невеликим ансамблем (близько 8-10 членів) музикантів, що змінювалися, відомим як Jazz Workshop. Мінґус проклав новий шлях, постійно вимагаючи від своїх музикантів можливості досліджувати і розвивати своє сприйняття на місці. Серед тих, хто приєднався до Workshop (або Sweatshops, як їх називали музиканти), були Пеппер Адамс, Джекі Баєрд, Букер Ервін, Джон Генді, Джиммі Неппер, Чарльз Макферсон і Гораc Парлан. Мінґус сформував з цих музикантів згуртовану імпровізаційну машину, яка багато в чому передбачила фрі-джаз. Деякі музиканти охрестили Workshop «університетом» для джазу.

### Pithecanthropus Erectusта інші записи
1950-ті роки прийнято вважати найбільш продуктивним і плідним періодом творчості Мінґуса. За десять років він записав 30 платівок для кількох лейблів (Atlantic, Candid, Columbia, Impulse! та інших). Мінґус вже записав близько десяти альбомів як бенд-лідер, але 1956 рік став для нього проривним, з виходом альбому Pithecanthropus Erectus, ймовірно, його першою великою роботою як лідера гурту, так і композитора. Як і Еллінгтон, Мінґус писав пісні, маючи на увазі конкретних музикантів, і його група для Erectus включала музикантів-авантюристів: піаніста Мала Волдрона, альт-саксофоніста Джекі Макліна та тенора Дж. Р. Монтроуза, що зазнав впливу Сонні Роллінза. Заголовна пісня — це десятихвилинна тональна поема, що змальовує підйом людини від її гомінідного коріння (Pithecanthropus erectus) до остаточного занепаду. Частина твору є вільною імпровізацією, вільною від структури чи теми.
Інший альбом цього періоду, The Clown (1957, також на Atlantic Records), заголовний трек якого містить розповідь гумориста Джина Шепарда, був першим, де з'явився барабанщик Денні Річмонд, який залишався його улюбленим барабанщиком аж до смерті Мінґуса в 1979 році. Ці двоє сформували одну з найбільш вражаючих та універсальних ритм-секцій у джазі. Обидва були досвідченими виконавцями, які прагнули розширити межі своєї музики, залишаючись вірними її корінню. Коли до них приєднався піаніст Джекі Баєрд, їх охрестили «Всемогутньою трійцею» («The Almighty Three»).

### Mingus Ah Umта інші роботи
У 1959 році Мінґус та музиканти його джазової майстерні записали один з найвідоміших альбомів — Mingus Ah Um. Навіть у рік видатних шедеврів, серед яких Time Out Дейва Брубека, Kind of Blue Майлза Девіса, Giant Steps Джона Колтрейна та The Shape of Jazz to Come Орнетта Коулмана, це було значним досягненням, до якого увійшли такі класичні композиції Мінґуса, як «Goodbye Pork Pie Hat» (елегія Лестеру Янгу) та безвокальна версія «Fables of Faubus» (протест проти сегрегаційного губернатора Арканзасу Орвала Фаубуса, що подвійні тактові частини). У 2003 році спадщина альбому була закріплена, коли він був внесений до Національного реєстру звукозаписів. Також протягом 1959 року Мінґус записав альбом Blues & Roots, який вийшов наступного року. Мінґус писав у своїх анотаціях: «Я народився під свінг і плескав у долоні в церкві, коли був маленьким хлопчиком, але я виріс і мені подобається робити інші речі, окрім свінгу. Але блюз може робити більше, ніж просто свінг».
Мінґус був свідком легендарних і суперечливих виступів Орнетта Коулмана у 1960 році в нью-йоркському джазовому клубі Five Spot. Спочатку він висловив досить змішані почуття до новаторської музики Коулмана: «…якби хлопці вільної форми могли зіграти одну й ту ж мелодію двічі, я б сказав, що вони щось грають… Більшу частину часу вони використовують свої пальці на саксофоні і навіть не знають, що з цього вийде. Вони експериментують». Того ж року Мінґус створив квартет з Річмондом, трубачем Тедом Керсоном та мультиінструменталістом Еріком Долфі. Цей ансамбль грав на тих самих інструментах, що й квартет Коулмана, і часто вважається, що Мінґус піднявся до нового складного стандарту, встановленого Коулманом. Квартет записаний на обох платівках Charles Mingus Presents Charles Mingus та Mingus. На першій платівці також є версія «Fables of Faubus» з текстами пісень, що має влучну назву «Original Faubus Fables».
У 1961 році Мінґус жив у будинку сестри своєї матері (Луїзи) та її чоловіка, Фесса Вільямса, кларнетиста і саксофоніста, у районі Ямайка, що у Квінсі. Згодом Мінґус запросив Вільямса зіграти на концерті в Таун-Голі 1962 року.
У цю епоху сталася лише одна помилка: Концерт у Таун-Голі у жовтні 1962 року. З амбітною програмою цей захід від самого початку супроводжували проблеми. Версія Мінґуса, відома тепер як Epitaph, була нарешті реалізована диригентом Ґюнтером Шуллером у концерті 1989 року, через десять років після смерті Мінґуса.
Поза музикою Мінґус опублікував у 1954 році посібник, який можна було замовити поштою, під назвою The Charles Mingus CAT-alogue for Toilet Training Your Cat (Посібник Чарльза Мінґуса з привчання котів до туалету). Посібник детально пояснював, як привчити кота користуватися людським туалетом. Шістдесят років по тому, у 2014 році, американський актор Рег Е. Кеті озвучив повний текст посібника для Studio 360.

### The Black Saint and the Sinner Ladyта інші альбоми для Impulse!
У 1963 році Мінґус випустив альбом The Black Saint and the Sinner Lady, названий «одним з найбільших досягнень в оркеструванні будь-якого композитора в історії джазу». Альбом також був унікальний тим, що Мінґус попросив свого психотерапевта, доктора Едмунда Поллока, надати примітки для запису.
У 1963 році Мінґус також випустив альбом Mingus Plays Piano, альбом без супроводу, що містить кілька повністю імпровізованих п'єс. Крім того, 1963 року вийшов альбом Mingus Mingus Mingus Mingus Mingus Mingus, високо оцінений критиком Нетом Гентоффом.
У 1964 році Мінґус зібрав один зі своїх найвідоміших гуртів — секстет, до складу якого увійшли Денні Річмонд, Джекі Баєрд, Ерік Долфі, трубач Джонні Коулс та тенор-саксофоніст Кліффорд Джордан. Протягом свого короткого існування гурт часто записувався. Mosaic Records випустив 7-дисковий набір Charles Mingus — The Jazz Workshop Concerts 1964–65, до якого увійшли концерти з Таун-Голу, Амстердаму, Монтерей '64, Монтерей '65 та Міннеаполісу. Коулс захворів і поїхав під час європейського турне. Долфі залишився в Європі після закінчення туру і раптово помер у Берліні 28 червня 1964 року. 1964 рік також був роком, коли Мінґус познайомився зі своєю майбутньою дружиною, Сью Ґрем Унгаро. Подружжя одружилося у 1966 році за посередництва Аллена Гінзберга. Зіткнувшись з фінансовими труднощами, Мінґус був виселений зі свого нью-йоркського будинку у 1966 році.

### Changes
Наприкінці 1960-х — на початку 1970-х років темп Мінґуса дещо сповільнився. У 1974 році, після розпаду секстету 1970 року з Чарльзом Макферсоном, Едді Престоном і Боббі Джонсом, він створив квінтет з Річмондом, піаністом Доном Пулленом, трубачем Джеком Валратом і саксофоністом Джорджем Адамсом. Вони записали два альбоми, що мали великий успіх, Changes One і Changes Two. У цей час Мінґус також грав з Чарльзом Макферсоном у багатьох його групах. Cumbia and Jazz Fusion 1976 року намагався поєднати колумбійську музику («кумбія» в назві) з більш традиційними джазовими формами. У 1971 році Мінґус викладав протягом семестру в Університеті Буффало, Університеті штату Нью-Йорк, як професор музики Слі.

### Подальша кар'єра і смерть
До середини 1970-х Мінґус відчував наслідки хвороби бічного аміотрофічного склерозу. Його колись грізна басова техніка занепала, аж поки він не зміг більше грати на інструменті. Однак він продовжував писати музику і перед смертю продюсував кілька записів. Перед смертю він працював з Джоні Мітчелл над альбомом, який згодом отримав назву Mingus, до якого увійшли тексти, додані Мітчелл до його композицій, в тому числі «Goodbye Pork Pie Hat». В альбомі були представлені таланти Вейна Шортера, Гербі Генкока та ще одного впливового басиста і композитора, Джако Пасторіуса.
Мінґус помер 5 січня 1979 року у віці 56 років у Куернаваці, Мексика, куди він приїхав на лікування та відновлення сил. Його прах був розвіяний над річкою Ганг.

## Музичний стиль

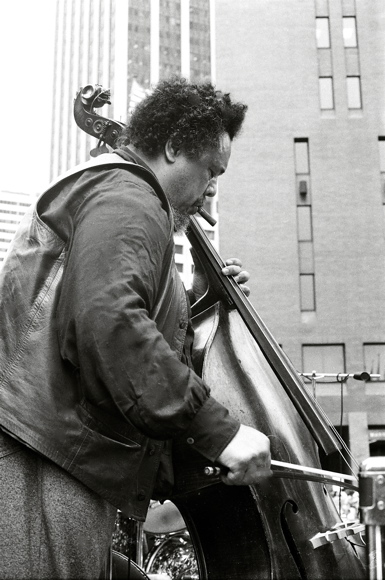
Мінґус грає на контрабасі, 1976 рік

Його композиції зберегли гаряче і душевне відчуття хард-бопу, багато в чому спираючись на чорну госпел-музику і блюз, хоча іноді містять елементи третьої течії, фрі-джазу і класичної музики. Одного разу він назвав Дюка Еллінгтона і церкву своїми основними джерелами впливу.
Мінґус підтримував колективну імпровізацію, подібну до старих новоорлеанських джазових парадів, приділяючи особливу увагу тому, як кожен учасник гурту взаємодіє з групою в цілому. Створюючи свої бенди, він зважав не лише на навички наявних музикантів, але й на їхні особистості. Багато музикантів пройшли через його гурти і згодом зробили вражаючу кар'єру. Він залучав талановитих, а іноді й маловідомих виконавців, яких використовував для створення нетрадиційних інструментальних конфігурацій. Як виконавець Мінґус був піонером у техніці гри на контрабасі, широко визнаний як один з найдосвідченіших гравців на цьому інструменті.
Завдяки своєму блискучому письму для ансамблів середнього розміру, а також тому, що він прислухався і підкреслював сильні сторони музикантів у своїх групах, Мінґуса часто вважають спадкоємцем Дюка Еллінгтона, яким він висловлював велике захоплення і з яким співпрацював у записі Money Jungle. Діззі Гіллеспі якось сказав, що Мінґус нагадує йому «молодого Дюка», посилаючись на їхню спільну «організаторську геніальність».

## Особистість і характер
Майже так само добре відомий, як і його амбітна музика, був часто страхітливий темперамент Мінґуса, який приніс йому прізвисько «Сердита людина джазу» (англ. «the Angry Man of Jazz»). Його відмова скомпрометувати свою музичну цілісність призвела до численних вибухів на сцені, закликів до музикантів і звільнень. Хоча Мінґуса поважали за його музичні таланти, його іноді побоювалися через його іноді бурхливий темперамент на сцені, який іноді був спрямований на членів його групи, а іноді — на глядачів. Він був фізично великим, схильним до ожиріння (особливо в останні роки життя), і часто залякував, коли висловлював злість або невдоволення. Коли під час його виступу в нічному клубі відвідувачі розмовляли і цокотіли льодом у келихах, Мінґус зупинив свій гурт і голосно вилаяв аудиторію, заявивши: «Ісаак Стерн не повинен миритися з цим лайном.» Мінґус знищив бас вартістю 20 000 доларів у відповідь на вигуки публіки в клубі Five Spot у Нью-Йорку.
Гітарист і співак Джекі Періс був свідком дратівливості Мінґуса. Періс згадує свій час у Jazz Workshop: «Він вигнав зі сцени всіх, окрім [барабанщика] Пола Мотіана і мене… Ми втрьох просто вили блюз десь півтори години, перш ніж він покликав інших котів назад».
12 жовтня 1962 року Мінґус вдарив Джиммі Неппера в обличчя, коли вони разом працювали в квартирі Мінґуса над партитурою для його майбутнього концерту в нью-йоркській Ратуші, і Неппер відмовився брати на себе подальшу роботу. Удар Мінґуса зламав коронковий зуб та його корінь. За словами Неппера, це зруйнувало його амбушур і призвело до остаточної втрати верхньої октави його діапазону на тромбоні — значної перешкоди для будь-якого професійного тромбоніста. Цей напад тимчасово припинив їхні робочі стосунки, і Неппер не зміг виступити на концерті. Звинувачений у нападі, Мінґус постав перед судом у січні 1963 року і був засуджений до умовного терміну. Неппер знову працював з Мінґусом у 1977 році і багато грав у складі Mingus Dynasty, сформованої після смерті Мінґуса у 1979 році.
На додаток до нападів поганого настрою, Мінґус був схильний до клінічної депресії і мав тенденцію до коротких періодів надзвичайної творчої активності, що чергувалися з досить довгими періодами значного зниження продуктивності, як, наприклад, п'ятирічний період після смерті Еріка Долфі.
У 1966 році Мінґуса виселили з його квартири на Грейт-Джонс-стріт, 5 у Нью-Йорку за несплату орендної плати, що було зафіксовано в документальному фільмі 1968 року Mingus: Charlie Mingus 1968, режисера Томаса Райхмана. У фільмі також показано, як Мінґус виступає в клубах і в квартирі, стріляє в приміщенні з дробовика .410 калібру, пише музику на фортепіано, грає зі своєю маленькою донькою Керолайн і піклується про неї, а також обговорює кохання, мистецтво, політику і музичну школу, яку він сподівався створити.

## Сім'я
Офіційно Мінґус був одружений чотири рази. У шлюбах народилося двоє дітей, маляр Чарльз Мінґус III і музикант Ерік Мінґус. Також у нього була донька.

## Спадщина

### The Mingus Big Band
Музика Чарльза Мінґуса сьогодні виконується та переосмислюється бендом The Mingus Big Band, який у жовтні 2008 року почав грати щопонеділка в нью-йоркському клубі Jazz Standard, а також часто гастролює США та Європою. The Mingus Big Band, Mingus Orchestra та Mingus Dynasty знаходяться під управлінням Jazz Workshop, Inc. і очолювалися вдовою Мінґуса, Сью Ґрем Мінґус.

### Epitaph
Epitaph вважається одним із шедеврів Чарльза Мінґуса. Композиція складається з 4 235 тактів, її виконання триває дві години і є одним з найдовших джазових творів, коли-небудь написаних. Epitaph була повністю відкрита музикознавцем Ендрю Хомзі під час каталогізації після смерті Мінґуса. За допомогою гранту від Фундації Форда було скопійовано партитуру та інструментальні партії, а сам твір було вперше виконано оркестром з 30 музикантів під керівництвом Ґюнтера Шуллера. Цей концерт був продюсований вдовою Мінґуса, Сью Ґрем Мінґус, в Еліс Таллі Холі 3 червня 1989 року, через 10 років після смерті Мінґуса. Він був знову виконаний на кількох концертах у 2007 році. Виступ у Концертному залі Волта Діснея доступний на NPR. Hal Leonard опублікували повну партитуру у 2008 році.

### Автобіографія
Протягом 1960-х років Мінґус писав розлогу, перебільшену, квазі-автобіографію Beneath the Underdog: His World as Composed by Mingus, яка була опублікована в 1971 році. Її стиль «потоку свідомості» охоплює кілька аспектів його життя, які раніше не були записані. На додаток до свого музичного та інтелектуального поширення, Мінґус дуже детально розповідає про свої, можливо, перебільшені сексуальні подвиги. Він стверджує, що за своє життя мав понад 31 інтрижку (в тому числі 26 повій за один раз). Сюди не входить жодна з його п'яти дружин (він стверджує, що був одружений з двома з них одночасно). Крім того, він стверджує, що мав коротку кар'єру сутенера. Це ніколи не було підтверджено.
Автобіографія Мінґуса також допомагає зрозуміти його психіку, а також його ставлення до раси та суспільства. Вона містить розповіді про жорстоке поводження з боку батька з раннього дитинства, знущання в дитинстві, виключення з профспілки білих музикантів, боротьбу з несхваленням під час одруження з білою жінкою та інші приклади труднощів і упереджень.

### Вплив на наукову діяльність
Творчість Чарльза Мінґуса також привернула увагу академічних кіл. За словами Ешона Кроулі, музика Чарльза Мінґуса є яскравим прикладом здатності музики руйнувати дуалістичне, категоричне розмежування сакрального і профанного за допомогою інших епістемологій. Кроулі пропонує таке прочитання творчості Мінґуса, яке досліджує глибокий взаємозв'язок, що об'єднує естетичні практики Святої П'ятидесятниці і джаз. Мінґус визнавав важливість і вплив зборів чорношкірих в середині тижня в п'ятидесятницькій церкві «Святість» на розі 79-ї та Воттс в Лос-Анджелесі, які він відвідував разом зі своєю мачухою або другом Бріттом Вудманом. Далі Кроулі стверджує, що саме ці відвідини стали поштовхом до написання пісні «Wednesday Prayer Meeting». Наголос робиться на етичній вимозі молитовного зібрання, яку, за словами Кроулі, Мінґус намагається передати. Багато в чому «Wednesday Prayer Meeting» було даниною Мінґуса чорній соціальності. Досліджуючи вшанування Мінґусом естетики чорних п'ятидесятників, Кроулі пояснює, як Мінґус зрозумів, що ці зібрання Святості — п'ятидесятників — були постійним повторенням постійного, глибокого, інтенсивного способу навчання, такого навчання, в якому створені естетичні форми не можуть бути відокремлені від інтелектуальної практики, тому що вони були одним цілим, але не одним і тим же".
Ґюнтер Шуллер запропонував зарахувати Мінґуса до найважливіших американських композиторів, як джазових, так і інших. У 1988 році грант від Національного фонду мистецтв уможливив каталогізацію творів Мінґуса, які потім були передані до Музичного відділу Нью-Йоркської публічної бібліотеки для публічного використання. У 1993 році Бібліотека Конгресу США придбала колекцію документів Мінґуса, включаючи партитури, звукозаписи, листування та фотографії, що було названо «найважливішим придбанням колекції рукописів, пов'язаних з джазом, в історії Бібліотеки».

### Кавер-версії
Зважаючи на кількість написаних Чарльзом Мінґусом композицій, його твори не записувалися так часто, як твори інших джазових композиторів, яких можна порівняти з ним. Єдиними альбомами-триб'ютами Мінґуса, записаними за його життя, були альбом баритон-саксофоніста Пеппера Адамса Pepper Adams Plays the Compositions of Charlie Mingus у 1963 році та альбом Джоні Мітчелл Mingus у 1979 році. З усіх його творів елегія для Лестера Янга «Goodbye Pork Pie Hat» (з альбому Mingus Ah Um), ймовірно, має найбільшу кількість записів. Пісню грали як джазові, так і неджазові виконавці, такі як Джефф Бек, Енді Саммерс, Юджин Шедборн, а також Берт Янш і Джон Ренборн з гуртом Pentangle і без нього. Джоні Мітчелл заспівала версію з текстом, який вона написала для неї.
Елвіс Костелло записав «Hora Decubitus» (з Mingus Mingus Mingus Mingus Mingus) на альбомі My Flame Burns Blue (2006). «Better Git It in Your Soul» став кавером Дейві Грема на його альбомі Folk, Blues, and Beyond. Трубач Рон Майлз виконує версію «Pithecanthropus Erectus» на своєму CD Witness. New York Ska Jazz Ensemble зробив кавер-версію «Haitian Fight Song» Мінґуса, так само як і британський фолк-рок гурт Pentangle та інші. Альбом-триб'ют Гела Віллнера 1992 року Weird Nightmare: Meditations on Mingus (Columbia Records) містить своєрідні інтерпретації творів Мінґуса за участю багатьох популярних музикантів, зокрема Chuck D, Кіта Річардса, Генрі Роллінза та Доктора Джона. Італійський гурт Quintorigo записав цілий альбом, присвячений музиці Мінґуса, під назвою Play Mingus.
Версія Ґюнтера Шуллера Epitaph Мінґуса, прем'єра якої відбулася в Лінкольн-центрі 1989 року, згодом вийшло на лейблі Columbia/Sony Records.
Одне з найбільш вишуканих вшанувань Мінґуса відбулося 29 вересня 1969 року на фестивалі на його честь. Дюк Еллінгтон виконав The Clown читанням оповідань Жана Шепарда. Довгий час вважалося, що не існує жодного запису цього виступу; однак, один з них був знайдений і вперше показаний 11 липня 2013 року ведучим Dry River Jazz Тревором Ходжкінсом для радіостанції KRWG-FM, що входить до складу NPR, з повторами 13 липня 2013 року та 26 липня 2014 року. Елегія Мінґуса на честь Дюка, «Duke Ellington's Sound Of Love», була записана Кевіном Махоґані на альбомі Double Rainbow (1993) та Анітою Ворделл на Why Do You Cry? (1995).

### Поп-культура
Невдовзі після виходу альбому Mingus Dynasty, на обкладинці якого музикант зобразив себе у вигляді імператора у східному костюмі, а сама назва є пародією на династію Мін та алюзією на часткове китайське походження музиканта, Роберт Шеклі обіграв цей імідж у сатиричному фантастичному оповіданні «Раби часу». Герой, інженер-невдаха Чарльз Глейстер, за допомогою машини часу перетворюється на могутнього імператора Мінґуса, який створює власний клон під час будь-якої подорожі у часі, аж поки ці клони не починають розмножуватися у геометричній прогресії.

## Нагороди та відзнаки
- 1971: Грант Ґуґґенгайма (Музична композиція).
- 1971: Введений до Зали слави Down Beat Jazz.
- 1988: Національний фонд мистецтв надав гранти некомерційній організації Мінґуса під назвою «Let My Children Hear Music», яка каталогізувала всі твори Мінґуса. Мікрофільми цих творів були передані до Музичного відділу Нью-Йоркської публічної бібліотеки, де вони зараз доступні для вивчення[39].
- 1993: Бібліотека Конгресу США придбала колекцію документів Мінґуса, включаючи партитури, звукозаписи, листування та фотографії, що вони назвали «найважливішим придбанням рукописної колекції, пов'язаної з джазом, в історії Бібліотеки»[43].
- 1995: Поштова служба Сполучених Штатів Америки випустила марку на його честь.
- 1997: Посмертно нагороджений премією Ґреммі за життєві досягнення.
- 1999: Альбом Mingus Dynasty (1959) включено до Зали слави Ґреммі.
- 2005: Введено до Зали слави джазу імені Несухі Ертегюна в Лінкольн-центрі.